# گری بریگوود
گری بریگوود (انگلیسی: Gerry Bridgwood; ۱۷ اکتبر ۱۹۴۴ – ۲ مارس ۲۰۱۲) بازیکن فوتبال اهل بریتانیا بود.
از باشگاه‌هایی که در آن بازی کرده‌است می‌توان به باشگاه فوتبال استوک سیتی و باشگاه فوتبال شروزبری تاون اشاره کرد.